# Karty
Karty do gry – papierowe lub plastikowe przybory do gier karcianych.
Prawdopodobnie były już znane w Chinach przed X wiekiem. Powstały na skutek przeniesienia na papier notacji używanej w czasie gry w kości;
niektóre karty wywodzą się także z chińskich papierowych pieniędzy – uważa się, że w najstarszych grach używano prawdziwych banknotów.
Do Europy karty trafiły około XIV w. i zostały spopularyzowane po rozpowszechnieniu się druku wynalezionego przez Johannesa Gutenberga. Już w 1329 roku, za papieża Jana XXII, synod w Würzburgu wydał zakaz uprawiania hazardu, w tym gry w karty, w kości, szachy i w kule.
Wykonuje się je z kilku warstw papieru, od lat 90. XX wieku powlekanego cienką warstwą plastiku. Wykonuje się także karty o mniejszych wymiarach, wygodne przy stawianiu pasjansów, oraz większe, lepiej widoczne na scenie w czasie pokazów. Dziś standardowe wymiary karty wynoszą 88 × 57 mm.

## Skład talii

### W taliach typu francuskiego
Standardowy zestaw kart do gry (talia) zawiera 52 / 56 prostokątne karty o wymiarach 63 × 88 milimetrów (karty do pokera), 57 × 88 milimetrów (karty do brydża) lub 60 × 113 milimetrów (karty do tarota) w 4 kolorach:
- pik lub wino (z jęz. francuskiego „pique”[2] – grot, również: wino; ang. Spades)
- kier lub czerwo (z jęz. francuskiego „cœur”[2] – serce, również: czerwień; ang. Hearts)
- trefl lub żołądź, na południu też krajc (z jęz. francuskiego „trèfle”[2] – koniczyna, również: żołądź; ang. Clubs)
- karo lub dzwonek (z jęz. francuskiego „carreau”[2] – czworokątny, również: dzwonek; ang. Diamonds)

Pik
Kier
Trefl
Karo

W talii znajdują się także dwa jokery – czerwony i czarny, albo dwadzieścia dwa taroki, w tym jeden joker.
Każdy z kolorów posiada 9 / 10 kart numerowanych od 1 / 2 do 10, oraz (gdy nie ma 1) dodatkową kartę – As (ang. Ace, niem. Ass, ros. Туз, fr. 1)
Oraz 3 / 4 figury:
- Walet (ang. Jack, niem. Bube, fr. Valet, ros. Валет)
- Jeździec (Knight), występuje tylko w tarocie
- Dama (ang. Queen, niem. i fr. Dame, ros. Дама)
- Król (ang. King, niem. König, fr. Roi, ros. Король)

co daje 13 / 14 kart jednego koloru. Pogrubione cechy odnoszą się do taroku.
| Oznaczenia/Wartość | polskie | angielskie | niemieckie | francuskie | szwedzkie | holenderskie | rosyjskie i ukraińskie |
| ------------------ | ------- | ---------- | ---------- | ---------- | --------- | ------------ | ---------------------- |
| As                 | A       | A          | A          | 1          | E         | A            | Т                      |
| Król               | K       | K          | K          | R          | K         | H            | К                      |
| Dama               | D       | Q          | D          | D          | D         | V            | Д                      |
| Walet              | W       | J          | B          | V          | Kn        | B            | В                      |

Figury według starszeństwa
| F | As | Król | Dama | Jeździec | Walet |

Inne
| F | Joker | Dziesiątka |

Taroki
|  |  |  |  |  |  |  |  |
|  |  |  |  |  |  |  |  |
|  |  |  |  |  |  |  |  |

### W taliach typu niemieckiego
Standardowy zestaw kart do gry (talia) zawiera 40 / 36 / 32 prostokątne karty w 4 kolorach:

Wino (jego odpowiednikiem w typie francuskim jest pik)
Czerwień (jego odpowiednikiem w typie francuskim jest kier)
Żołądź (jego odpowiednikiem w typie francuskim jest trefl)
Dzwonek (jego odpowiednikiem w typie francuskim jest karo)

Każdy kolor posiada 6 / 5 / 4 blotki numerowane od 5 / 6 / 7 do 10
oraz 4 figury:
Figury według starszeństwa
| N |                                                      |                                                         |                                                                      |                                                                        |
|   | Tuz (jego odpowiednikiem w typie francuskim jest as) | Król (jego odpowiednikiem w typie francuskim jest król) | Wyżnik niem. Ober (jego odpowiednikiem w typie francuskim jest dama) | Niżnik niem. Unter (jego odpowiednikiem w typie francuskim jest walet) |

Inne
| N |                                                                     |
|   | Dziesiątka (jego odpowiednikiem w typie francuskim jest dziesiątka) |

### W taliach typu polskiego
Standardowy zestaw kart do gry (talia) zawiera 40 / 36 / 32 prostokątne karty w 4 kolorach:

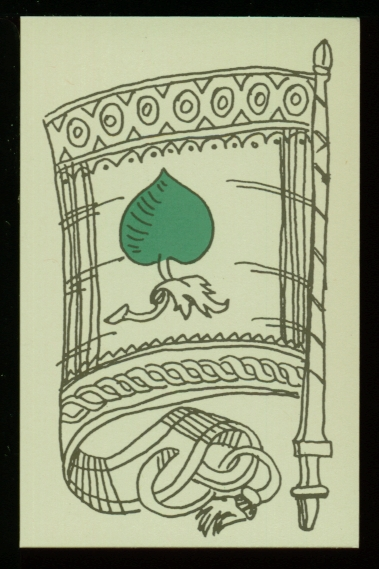
Wino (jego odpowiednikiem w typie francuskim jest pik)
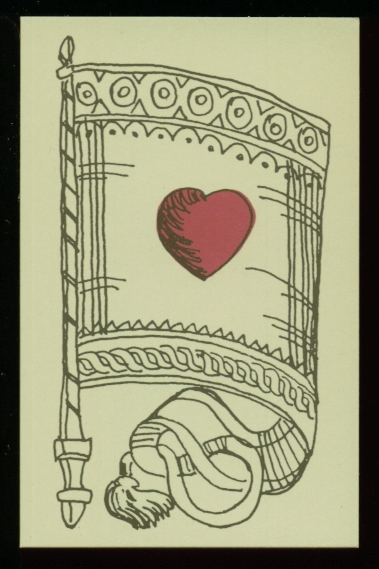
Czerwień (jego odpowiednikiem w typie francuskim jest kier)
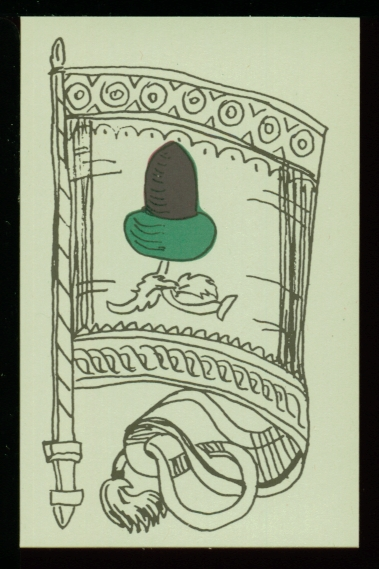
Żołądź (jego odpowiednikiem w typie francuskim jest trefl)
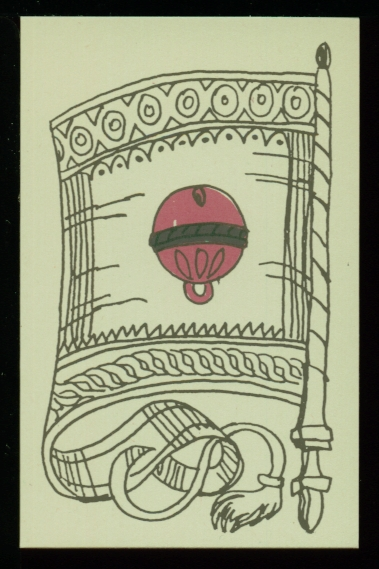
Dzwonek (jego odpowiednikiem w typie francuskim jest karo)

Każdy kolor posiada 7 blotek numerowanych od 3 do 9
oraz 5 figury:
Figury według starszeńtwa
| PL |                                                      |                                                                 |                                                         |                                                           |                                                            |
|    | Tuz (jego odpowiednikiem w typie francuskim jest as) | Kralka (jego odpowiednikiem w typie francuskim jest dziesiątka) | Król (jego odpowiednikiem w typie francuskim jest król) | Wyżnik (jego odpowiednikiem w typie francuskim jest dama) | Niżnik (jego odpowiednikiem w typie francuskim jest walet) |

### W taliach typu szwajcarskiego
Standardowy zestaw kart do gry (talia) zawiera 36 / 48 prostokątne karty w 4 kolorach:

Tarcza (jego odpowiednikiem w typie francuskim jest pik)
Róża (jego odpowiednikiem w typie francuskim jest kier)
Żołądź (jego odpowiednikiem w typie francuskim jest trefl)
Dzwonek (jego odpowiednikiem w typie francuskim jest karo)

Każdy kolor posiada 7 / 4 blotki numerowane od 3 / 6 do 9
oraz 5 figury:
Figury według starszeństwa
| S |                                                      |                                                         |                                                           |                                                            |                                                                    |
|   | Tuz (jego odpowiednikiem w typie francuskim jest as) | Król (jego odpowiednikiem w typie francuskim jest król) | Wyżnik (jego odpowiednikiem w typie francuskim jest dama) | Niżnik (jego odpowiednikiem w typie francuskim jest walet) | Chorągiew (jego odpowiednikiem w typie francuskim jest dziesiątka) |

### W taliach typu łacińskiego

#### W taliach podtypu północnowłoskiego
Standardowy zestaw kart do gry (talia) zawiera 40 / 52 prostokątne karty w 4 kolorach:

Miecz (jego odpowiednikiem w typie francuskim jest pik)
Kielich (jego odpowiednikiem w typie francuskim jest kier)
Maczuga (jego odpowiednikiem w typie francuskim jest trefl)
Moneta (jego odpowiednikiem w typie francuskim jest karo)

Każdy kolor posiada 7 / 10 blotek numerowanych od 1 do 7 / 10
oraz 3 figury:
Figury według starszeństwa
| W |                                                         |                                                             |                                                           |
|   | Król (jego odpowiednikiem w typie francuskim jest król) | Jeździec (jego odpowiednikiem w typie francuskim jest dama) | Walet (jego odpowiednikiem w typie francuskim jest walet) |

Inne
| W |                                                          |                                                                     |
|   | Jedynka (jego odpowiednikiem w typie francuskim jest as) | Dziesiątka (jego odpowiednikiem w typie francuskim jest dziesiątka) |

#### W taliach typu: południowowłoskiego, hiszpańskiego i u Rdzennych Amerykanów
Standardowy zestaw kart do gry (talia) zawiera 40 / 48 prostokątne karty w 4 kolorach:

Miecz (jego odpowiednikiem w typie francuskim jest pik)
Kielich (jego odpowiednikiem w typie francuskim jest kier)
Maczuga (jego odpowiednikiem w typie francuskim jest trefl)
Moneta (jego odpowiednikiem w typie francuskim jest karo)

Każdy kolor posiada 7 / 9 blotek numerowanych od 1 do 7 / 9
oraz 3 figury:
Figury według starszeńtwa
| H |                                                         |                                                             |                                                           |
|   | Król (jego odpowiednikiem w typie francuskim jest król) | Jeździec (jego odpowiednikiem w typie francuskim jest dama) | Walet (jego odpowiednikiem w typie francuskim jest walet) |

| H |                                                          |                                                                     |
|   | Jedynka (jego odpowiednikiem w typie francuskim jest as) | Dziesiątka (jego odpowiednikiem w typie francuskim jest dziesiątka) |

#### W taliach podtypu portugalskiego
Standardowy zestaw kart do gry (talia) zawiera 48 prostokątne karty w 4 kolorach: Miecz, Kielich, Maczuga, Moneta
Każdy kolor posiada 8 blotek numerowanych od 2 do 9
oraz 4 figury:
Figury według starszeństwa
| P |                                                       |                                                         |                                                             |                                                                 |
|   | Smok (jego odpowiednikiem w typie francuskim jest as) | Król (jego odpowiednikiem w typie francuskim jest król) | Jeździec (jego odpowiednikiem w typie francuskim jest dama) | Księżniczka (jego odpowiednikiem w typie francuskim jest walet) |

### W taliach tarotowych
Standardowy zestaw kart do gry (talia) zawiera 56 prostokątnych kart w 4 kolorach:
| T |                                                         |                                                            |                                                             |                                                           |
| T | Miecz (jego odpowiednikiem w typie francuskim jest pik) | Kielich (jego odpowiednikiem w typie francuskim jest kier) | Maczuga (jego odpowiednikiem w typie francuskim jest trefl) | Moneta (jego odpowiednikiem w typie francuskim jest karo) |

Każdy kolor posiada 10 blotek numerowanych od 1 do 10
oraz 4 figury:
Figury według starszeństwa
| T |                                                         |                                                         |                                                             |                                                           |
|   | Król (jego odpowiednikiem w typie francuskim jest król) | Dama (jego odpowiednikiem w typie francuskim jest dama) | Jeździec (jego odpowiednikiem w typie francuskim jest dama) | Walet (jego odpowiednikiem w typie francuskim jest walet) |

Inne
| W |                                                             |                                                          |                                                                     |
|   | Głupiec (jego odpowiednikiem w typie francuskim jest joker) | Jedynka (jego odpowiednikiem w typie francuskim jest as) | Dziesiątka (jego odpowiednikiem w typie francuskim jest dziesiątka) |

Wielkie Arkana
| 0 Głupiec | I Kuglarz           | II Papieżyca | III Cesarzowa  | IV Cesarz     | V Papież     | VI Kochankowie    | VII Rydwan         |  | II Junona |
|           | VIII Sprawiedliwość | IX Eremita   | X Koło Fortuny | XI Siła       | XII Wisielec | XIII Śmierć       | XIV Powściągliwość |  | V Jowisz  |
|           | XV Diabeł           | XVI Wieża    | XVII Gwiazda   | XVIII Księżyc | XIX Słońce   | XX Sąd Ostateczny | XXI Świat          |  |           |

W talii znajduje się również 22 wielkich arkanów

### Tichu
Dostępne są również chińskie karty zwane Tichu, w którym kolorami są czerwone gwiazdy, zielone jadeity, niebieskie pagody i czarne miecze.

## Liczba kart w talii
Pełna talia kart zwykłego typu liczy 52 karty (od dwójek do asów). Zależnie od gry używa się części talii, np. 24 karty (mała talia kartowana od dziewiątek do asów) w tysiącu, 32 karty w pikiecie i skacie (najczęściej w wersji niemieckiej), jednej talii, np. brydż, lub dwóch pełnych talii, np. kanasta. Używa się także całkowicie odmiennych zestawów kart, np. 25 kart do gry w Piotrusia czy 78 kart w tarocie.

## Joker
Dodatkowo w większości talii dołącza się karty zwane dżokerami. Dżoker może służyć w grach np. w remiku, gdzie może zastępować kartę o danej wartości lub kolorze, jak również jako karta zapasowa – w przypadku zgubienia konkretnej karty w talii dżoker może ją zastąpić. Zwykle do każdej talii dodaje się po 2 lub 3 dżokery.

## Inne zastosowania

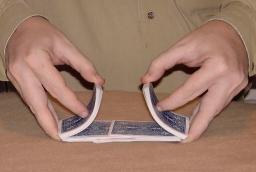
Tasowanie kart

Poza grami kart do gry używa się także do innych celów, na przykład takich jak wróżenie (częściej używa się kart tarota wróżbiarskiego) czy triki iluzjonistyczne (iluzja karciana).
Są też wywodzące się z RPG i planszowych gier strategicznych gry karciane, w których używa się specjalnych kart oznaczających różne elementy świata gry. Do bardziej popularnych gier tego typu należą Magic: The Gathering i Doomtrooper.

## Karty w kulturze
Popularność kart do gry przyczyniła się również do tego, że odwoływało się do nich w swoich dziełach wielu twórców i to nie tylko kompozytorów rosyjskiej opery jak Piotr Czajkowski (Dama pikowa), Siergiej Prokofjew (Miłość do trzech pomarańczy) czy Dmitrij Szostakowicz (Gracze). Ważną rolę w operze pełnią one także u Bizeta (Carmen) oraz Verdiego (La Traviata). Jednym z najbardziej znanych odwołań w literaturze jest Alicja w Krainie Czarów Lewisa Carrolla. Istnieje również polski serial animowany Baśnie i Waśnie, który przedstawia karty.

## Wersje do sprzedaży
W zależności od sytuacji karty mogą być dostępne pojedynczo. W zestawach składających się z dwóch talii zwykłych (zwykle każda talia ma inny kolor „koszulki”) lub tematycznej np.: dotyczącej danego miasta lub tematu. Taki zestaw może posiadać opakowanie z różnego materiału. Ponadto w sprzedaży hurtowej używa się również kartonów zawierających w zależności od wielkości opakowania 12 (dla talii 54/55 kart) lub 24 (dla talii 24 karty) pojedyncze talie mające zwykle opakowania w dwóch kolorach gdzie każdy stanowi połowę wszystkich opakowań. W kartonie karty są zwykle układane w dwa rzędy każdy z opakowaniami w jednym kolorze. W przypadku opakowań posiadających trzy rzędy gdzie też występują dwa kolory opakowań wówczas talie układa się przemiennie w każdym rzędzie.

## Producenci kart do gry
- Piatnik
- Cartamundi
- Trefl SA
- Bicycle
- Tally-Ho
- Fournier